# Südafrikanische Cricket-Nationalmannschaft in Australien in der Saison 2018/19
Die Tour der südafrikanischen Cricket-Nationalmannschaft nach Australien in der Saison 2018/19 fand vom 4. bis zum 17. November 2018 statt. Die internationale Cricket-Tour war Bestandteil der Internationalen Cricket-Saison 2018/19 und umfasste drei ODIs und ein Twenty20. Südafrika gewann die ODI-Serie 2–1 und die Twenty20-Serie 1–0.

## Vorgeschichte
Australien spielte zuvor eine Tour in den Vereinigten Arabischen Emiraten gegen Pakistan, Südafrika eine Tour gegen Simbabwe. Das letzte Aufeinandertreffen der beiden Mannschaften fand in der Saison 2017/18 in Südafrika statt.

## Stadien
Die folgenden Stadien wurden für die Tour als Austragungsort vorgesehen und am 30. April 2018 bekanntgegeben.
| Stadion         | Stadt      | Kapazität | Spiele |
| --------------- | ---------- | --------- | ------ |
| Adelaide Oval   | Adelaide   | 53.583    | 2. ODI |
| Carrara Stadium | Gold Coast | 25.000    | 1. T20 |
| Bellerive Oval  | Hobart     | 20.000    | 3. ODI |
| Perth Stadium   | Perth      | 60.000    | 1. ODI |

## Kaderlisten
Australienbenannte seinen Twenty20-Kader am 8. November 2018.
| ODI | ODI | Twenty20 | Twenty20 |
| Australien | Südafrika | Australien | Südafrika |
| --- | --- | --- | --- |
| - Aaron Finch (K) - Josh Hazlewood (VK) - Alex Carey (VK, wk) - Ashton Agar - Nathan Coulter-Nile - Pat Cummins - Travis Head - Chris Lynn - Shaun Marsh - Glenn Maxwell - Ben McDermott - D'Arcy Short - Mitchell Starc - Marcus Stoinis - Adam Zampa | - Faf du Plessis (K) - Farhaan Behardien - Quinton de Kock (wk) - Reeza Hendricks - Heinrich Klaasen - Aiden Markram - David Miller - Chris Morris - Lungi Ngidi - Andile Phehlukwayo - Dwaine Pretorius - Kagiso Rabada - Tabraiz Shamsi - Dale Steyn - Imran Tahir | - Aaron Finch (K) - Alex Carey (VK, wk) - Ashton Agar - Jason Behrendorff - Nathan Coulter-Nile - Chris Lynn - Glenn Maxwell - Ben McDermott - D'Arcy Short - Billy Stanlake - Marcus Stoinis - Andrew Tye - Adam Zampa | - Faf du Plessis (K) - Farhaan Behardien - Quinton de Kock (wk) - Reeza Hendricks - Heinrich Klaasen - Aiden Markram - David Miller - Chris Morris - Lungi Ngidi - Andile Phehlukwayo - Dwaine Pretorius - Kagiso Rabada - Tabraiz Shamsi - Dale Steyn - Imran Tahir |

## Tour Matches
| 31. Oktober Scorecard | Canberra | South Africans 173 (42)                   | – | Prime Minister's XI 174-6 (36.3) |
|                       |          | Prime Minister's XI gewinnt mit 4 Wickets |   |                                  |

## One-Day Internationals

### Erstes ODI in Perth
| 4. November Scorecard | Perth | Australien 152 (38.1)           | – | Südafrika 153-4 (29.2) |
|                       |       | Südafrika gewinnt mit 6 Wickets |   |                        |

### Zweites ODI in Adelaide
| 9. November Scorecard | Adelaide | Australien 231 (50)           | – | Südafrika 224-9 (50) |
|                       |          | Australien gewinnt mit 7 Runs |   |                      |

### Drittes ODI in Hobart
| 11. November Scorecard | Hobart | Südafrika 320-5 (50)          | – | Australien 280-9 (50) |
|                        |        | Südafrika gewinnt mit 40 Runs |   |                       |

## Twenty20 International in Gold Coast
| 17. November Scorecard | Gold Coast | Südafrika 108-6 (10/10)       | – | Australien 87-7 (10/10) |
|                        |            | Südafrika gewinnt mit 21 Runs |   |                         |